# Leonid Lytvynenko
Leonid Dmytrovytj Lytvynenko (ukrainska: Леонід Дмитрович Литвиненко, ryska: Леонид Дмитриевич Литвиненко - Leonid Dimitrijevitj Litvinenko); född den 28 januari 1949 i Smila i Ukrainska SSR i Sovjetunionen, är en sovjetisk friidrottare inom mångkamp.
Han tog OS-silver i tiokamp vid friidrottstävlingarna 1972 i München. 